# Falco rupicoloides
El cernícalo ojiblanco (Falco rupicoloides) es una especie de ave falconiforme de la familia Falconidae propia de África austral y oriental.

## Subespecies
Se conocen tres subespecies de Falco rupicoloides:
- Falco rupicoloides fieldi - Etiopía y Somalia.
- Falco rupicoloides arthuri - Kenia y noreste de Tanzania.
- Falco rupicoloides rupicoloides -estepas de acacia de África Meridional.